# 烏斯特龍

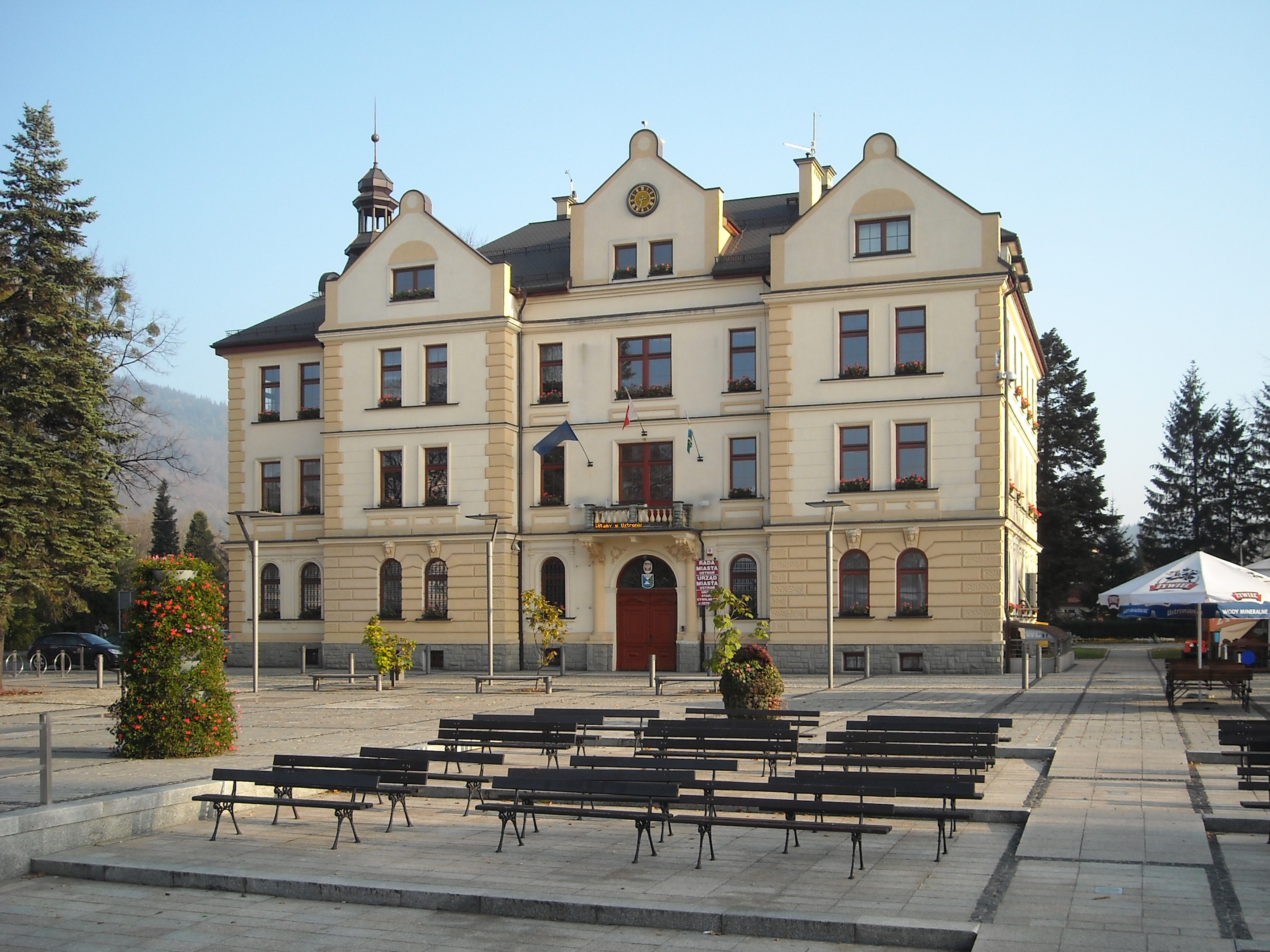

烏斯特龍是波蘭的城鎮，位於該國南部維斯瓦河畔，距離別爾斯科-比亞瓦20公里，毗鄰與捷克接壤的邊境，由西里西亞省負責管轄，面積58.92平方公里，2007年人口15,414。

## 外部連結
- （波兰語）（英文）（德文） Official web site of Ustroń （页面存档备份，存于）
- Jewish Community in Ustroń （页面存档备份，存于） on Virtual Shtetl

49°43′9.82″N 18°48′43″E / 49.7193944°N 18.81194°E